# Ольфен
Ольфен (нем. Olfen) — город в Германии, в земле Северный Рейн-Вестфалия.
Подчинён административному округу Мюнстер. Входит в состав района Косфельд. Население составляет 13 040 человек (на 31 декабря 2021 года). Занимает площадь 52,43 км². Официальный код — 05 5 58 036

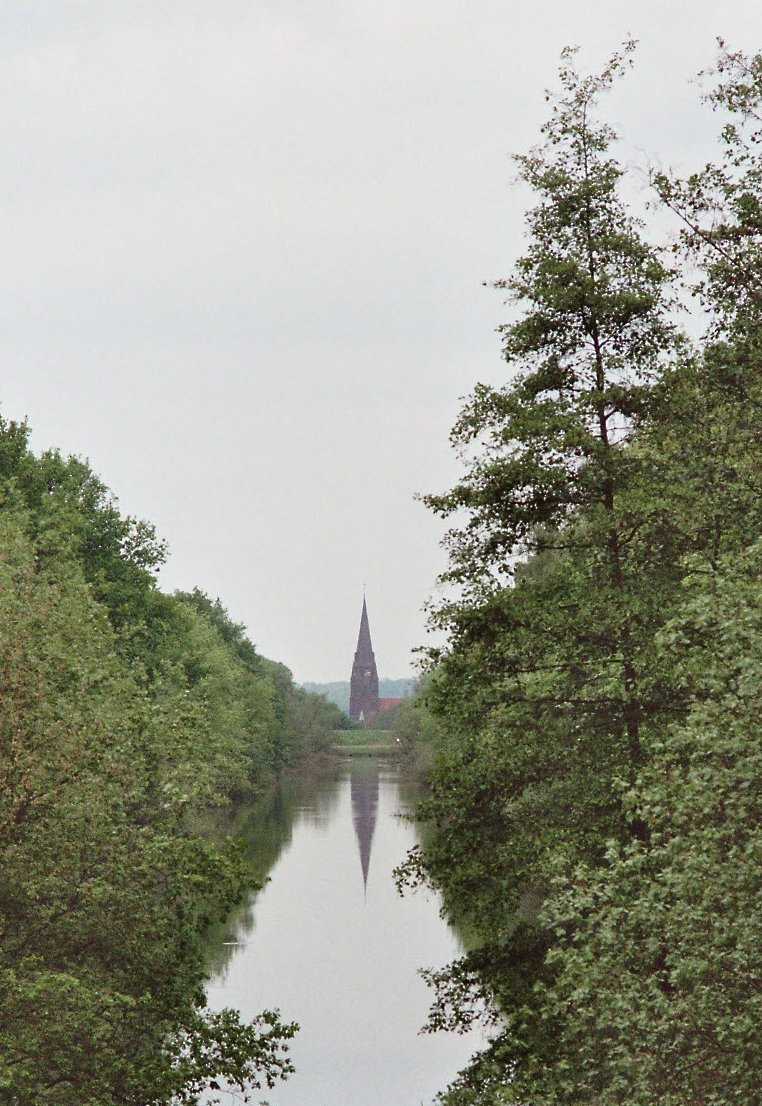
Ольфен

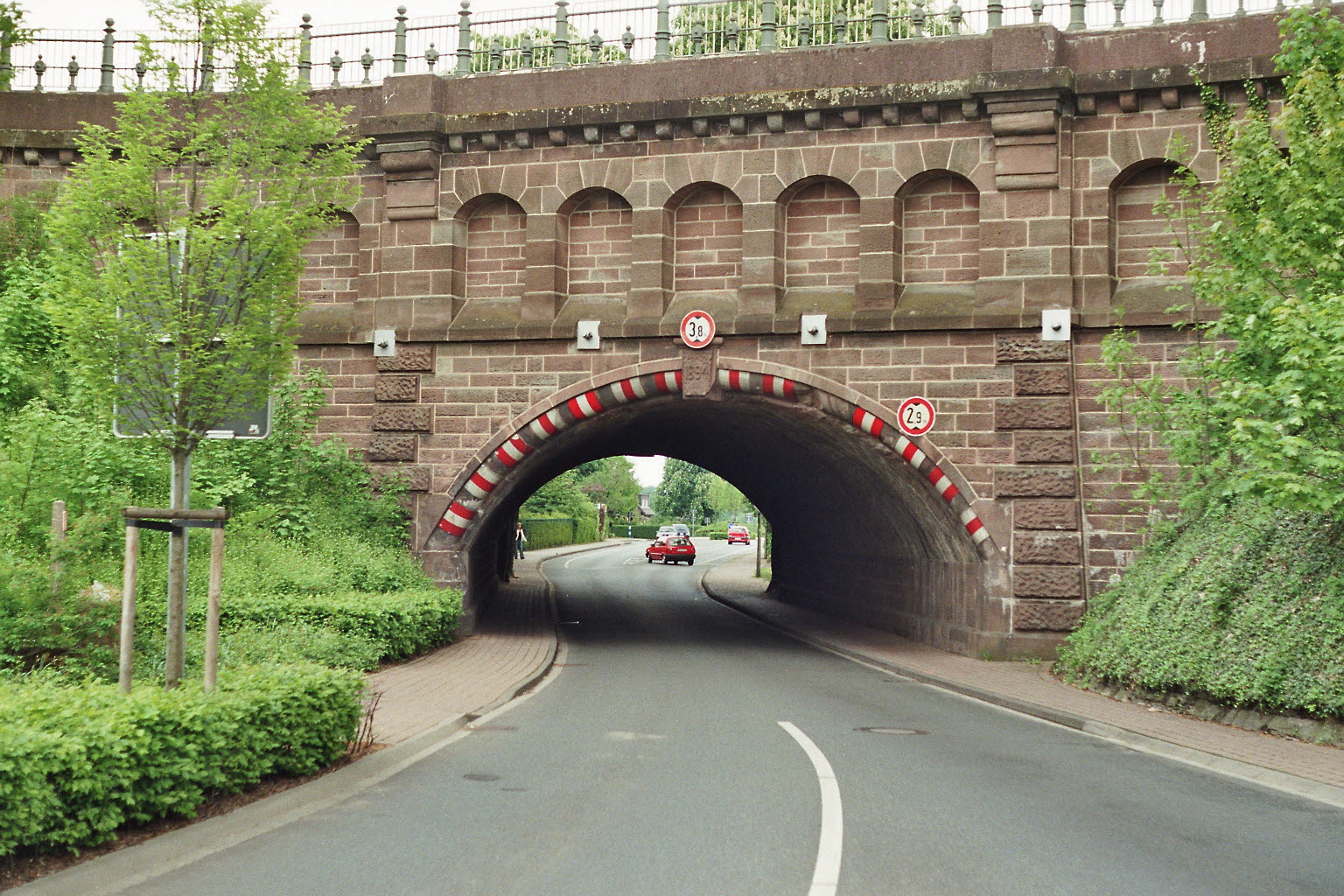
Ольфен

## Географическое положение
Ольфен расположен в южной части региона Мюнстерланд, на северо-западе Вестфалии. Через город протекает река Штевер, также в южной части Ольфена проложено старое русло канала Дортмунд — Эмс. Новое русло канала проложено примерно в двух километрах к востоку от города.
Расстояние от Мюнстера по прямой — около 33 км. К западу от Ольфена находится большой природный парк.

## История
Следы первых поселений на территории современного Ольфена относятся к доисторическому периоду: так, в 2008 году при строительных работах было обнаружено захоронение, предположительно относящееся к Железному и Бронзовому веку.
Первые упоминания об Ольфене относятся к 889 году, когда епископ Мюнстерский Вольфсхельм подарил своё Ольфенское владение Верденскому аббатству. Поселение стало развиваться как ремесленно-торговое и уже к 1500 году насчитывало примерно 500 жителей. С XVI до XIX века жителям города приходилось бороться как с природными катаклизмами (засухи, неурожаи), так и с последствиями исторических событий (Нидерландская революция, налоговый произвол властей). Лишь в XIX веке, в результате промышленной революции и последовавших за этим социальных и экономических преобразований Ольфен получил новые возможности для развития.
В 1857 году в Ольфене произошёл крупный пожар, который разрушил 142 дома.
Уже в 1820 году обербургомистр Вестфалии в своих документах причислял Ольфен к городам, однако соответствующий документ, официально подтверждающий статус Ольфена как города, появился лишь в 1905 году.